# Screamfest '07
Screamfest '07 fue una gira de conciertos musicales de verano en la que cantaron el rapero estadounidense T.I. y la cantante de R&B Ciara. El tour incluyó presentaciones de Lloyd, T-Pain, Yung Joc, Tiffany Evans, Yung Berg y 50 Cent. Este tuvo lugar desde el 3 de agosto de 2007 hasta el 2 de septiembre de 2007 en los Estados Unidos.

## Lista de canciones
Ciara
1. "Lose Control" / "Oh"
2. "Push It" (Dance) / "Goodies"
3. "Promise Ring" (with Tiffany Evans)
4. "My Love"
5. "Promise"
6. "Get Up" / "1, 2 Step"
7. "Like You" / "Can't Leave 'em Alone"
8. "Like a Boy" / "That's Right"

## Fechas de la gira
| Fecha                   | Ciudad            | País           | Lugar                        |
| ----------------------- | ----------------- | -------------- | ---------------------------- |
| 3 de agosto de 2007     | New Orleans       | Estados Unidos | New Orleans Arena            |
| 4 de agosto de 2007     | Houston           | Estados Unidos | Toyota Center                |
| 6 de agosto de 2007     | Grand Prairie     | Estados Unidos | Nokia Live at Grand Prairie  |
| 10 de agosto de 2007    | Rosemont          | Estados Unidos | Allstate Arena               |
| 11 de agosto de 2007    | St. Louis         | Estados Unidos | Scottrade Center             |
| 12 de agosto de 2007    | Kansas City       | Estados Unidos | Kemper Arena                 |
| 17 de agosto de 2007    | Indianápolis      | Estados Unidos | Indiana State Fair           |
| 18 de agosto de 2007    | Washington D. C.  | Estados Unidos | Verizon Center               |
| 19 de agosto de 2007    | Hampton           | Estados Unidos | Hampton Coliseum             |
| 21 de agosto de 2007    | Mansfield         | Estados Unidos | Tweeter Center               |
| 22 de agosto de 2007    | New York City     | Estados Unidos | Madison Square Garden        |
| 23 de agosto de 2007    | Philadelphia      | Estados Unidos | Wachovia Center              |
| 24 de agosto de 2007    | Baltimore         | Estados Unidos | 1st Mariner Arena            |
| 25 de agosto de 2007    | Greensboro        | Estados Unidos | Greensboro Coliseum          |
| 26 de agosto de 2007    | Atlanta           | Estados Unidos | Philips Arena                |
| 29 de agosto de 2007    | Greenwood Village | Estados Unidos | Fiddler's Green Amphitheatre |
| 31 de agosto de 2007    | San Jose          | Estados Unidos | HP Pavilion                  |
| 1 de septiembre de 2007 | Los Ángeles       | Estados Unidos | Gibson Amphitheatre          |
| 2 de septiembre de 2007 | Los Ángeles       | Estados Unidos | Gibson Amphitheatre          |